# اختيار (ناشر)
الاختيار أو شويس (بالإنجليزية: Choice) هي وحدة نشر تابعة لجمعية المكتبات الجامعية والبحثية (ACRL). وهي تتضمن مجلة الاختيار (بالإنجليزية: Choice) بالإضافة إلى منتجات أخرى بما في ذلك قاعدة بيانات مراجعات الاختيار (بالإنجليزية: Choice Reviews). تأسست المجلة في عام 1964 م. وتُعتبر المصدر الأول لمراجعات الكتب الأكاديمية، والوسائط الإلكترونية، وموارد الإنترنت التي تهم العاملين في التعليم العالي. يقع المقر الرئيس للمجلة في ميدلتاون في ولاية كونيتيكت.